# Мулай Али Алауи
Мулай Али Алауи (1924 — 1988) — Марокканский принц из династии Алауитов. Посол Марокко во Франции (1964—1966).

## Биография
Мулай Али родился в 1924 году. Он был единственным ребенком Мулая Идриса, старшего сына Султана Юсуфа. Сначала он учился в лицее Лиоте, в Касабланке. После учёбы какое-то время был специальным советником короля Хасана II. Позже был послом во Франции. Потом он был назначен специальным посланником в Иране. После этого он стал директором кампании COSUMAR National Sugar.
С 1980 по 1985 годы Мулай Али был генеральным директором кампании ONA Group. Позже был директором одном из банков Марокко.
Принц скончался в 1988 году.

## Брак и дети
16 августа 1961 года, Мулай Али женился на своей двоюродной сестре, Лалле Фатиме Зохре, старшей дочери Мухаммеда V. В браке родилось два сына и одна дочь.
- Лалла Джумала Алауи (род. 1962)

- Мулай Абдалла (род. 1965)

- Мулай Юсуф (род. 1969)